# Francisco Cerezo
Francisco Javier Cerezo Perales (Tomelloso, 6 januari 1971) is een Spaans voormalig professioneel wielrenner. Hij reed voor onder meer Vitalicio Seguros en CSC-Tiscali. In 2000 werd hij tweede op het Spaanse kampioenschap op de weg bij de elite.

## Belangrijkste overwinningen
1993
- 1e etappe Ronde van Alentejo

1994
- Eindklassement GP Jornal de Noticias

## Resultaten in voornaamste wedstrijden
| Jaar | Ronde van Italië | Ronde van Frankrijk | Ronde van Spanje |
| ---- | ---------------- | ------------------- | ---------------- |
| 1994 |                  |                     | 83e              |
| 1995 | 119e             |                     | 53e              |
| 1996 | 98e (laatste)    |                     | 39e              |
| 1997 |                  |                     | 32e              |
| 1998 |                  |                     | opgave           |
| 1999 | 39e              | 47e                 |                  |
| 2000 |                  |                     | 55e              |
| 2001 |                  | 148e                |                  |
| 2002 | 59e              |                     |                  |
| 2003 |                  |                     | 96e              |

| Jaar | Milaan-San Remo | Amstel Gold Race | Ronde van Lombardije |
| ---- | --------------- | ---------------- | -------------------- |
| 1994 |                 |                  |                      |
| 1995 |                 |                  |                      |
| 1996 |                 |                  |                      |
| 1997 |                 |                  |                      |
| 1998 |                 |                  |                      |
| 1999 |                 | 60e              |                      |
| 2000 | 51e             |                  |                      |
| 2001 |                 |                  |                      |
| 2002 |                 |                  | 70e                  |
| 2003 |                 |                  |                      |